# Окаяма (префектура)
Окаяма (яп. 岡山県 Окаяма-кэн) — префектура, расположенная в регионе Тюгоку на острове Хонсю, Япония. Площадь префектуры составляет 8479,70 км², население — 2 834 241 человек (1 июля 2014), плотность населения — 334,24 чел./км². Административный центр префектуры — город Окаяма. До реставрации Мейдзи (1868) территория нынешней префектуры Окаяма, была разделена между провинциями Биттю, Бидзен и Мимасака. Префектура сформировалась и получила название в 1871 году, как часть крупномасштабных административных реформ раннего периода Мейдзи (1868-1912). Окончательно границы были установлены в 1876 году.

## Административно-территориальное деление
В префектуре Окаяма расположено 15 городов и 10 уездов (10 посёлков и 2 села).

### Города
Список городов префектуры:
| - Акаива; - Асакути; - Бидзен; - Ибара; - Касаока; - Курасики; - Манива; - Мимасака; | - Ниими; - Окаяма; - Сетоути; - Содзя; - Такахаси; - Тамано; - Цуяма. |

### Уезды
Посёлки и сёла по уездам:
| - Ваке; - Ваке; - Цукубо; - Хаясима; - Асакути; - Сатосё; - Ода; - Якаге; - Манива; - Синдзё; - Томата; - Кагамино; | - Кацута; - Наги; - Сёо; - Аида; - Нисиавакура; - Куме; - Куменан; - Мисаки; - Кага; - Кибитюо. |

## Символика
Префектура сменила пять эмблем: первая была утверждена в 1919 году, вторая в 1935, третья — в 1948. Предпоследняя использовалась начиная с 1956 года, а пятая была введена 22 ноября 1967 года. Флаг также был утверждён 22 ноября 1967 года.
Цветок префектуры был выбран в 1950 году, им стал цветок персика. Деревом избрали сосну густоцветную (1966), а птицей — японского фазана (1994).

## Гидрография
По префектуре протекает три крупные реки, берущие начало в горах Мимасака и впадающих во Внутреннее Японское море. На каждой из рек расположен один из трёх замковых городов провинции в эпоху Токугава: Ёсии протекает через Цуяму, Асахи через Окаяму, а Такахаси через город Такахаси. Эти реки являются центром большой системы каналов, используемых как для орошения, так и для контроля за наводнениями.